# Distorsio graceiellae
Distorsio graceiellae is een slakkensoort uit de familie van de Personidae. De wetenschappelijke naam van de soort is voor het eerst geldig gepubliceerd in 1989 door Parth.